# Robert Horry
Robert Keith Horry (Harford County, Maryland, 25. kolovoza 1970.) umirovljeni je američki profesionalni košarkaš. Igrao je na poziciji niskog krila ili krilnog centra, a u svojoj šesnaestogodišnjoj NBA-karijeri igrao je za Houston Rocketse, Phoenix Sunse, Los Angeles Lakerse i San Antonio Spurse. Izabran je u 1. krugu (11.ukupno) NBA drafta 1992. od strane Houston Rocketsa. Osvojio je 7 NBA prstenova (2 s Rocketsima, 3 s Lakersima i 2 sa Spursima). Dobio je nadimak "Big Shot Rob" zbog svojih odlučujućih koševa tijekom važnih utakmica. 

## Srednja škola i sveučilište
Igrao je košarku u srednjoj školi "Andalusia High School", te je na posljednjoj godini osvojio nagradu "Naismith Alabama" za najboljeg srednjoškolskog igrača godine. Nakon srednje škole pohađao je sveučilište Alabama. Na sveučilištu je u startnoj petorci odigrao 108 od 133 utakmice i tako pomogao svojoj momčadi da tri sezone zaredom osvoji SEC natjecanje i dvije sezone zaredom osigura osminu finala NCAA lige. Tijekom Horryeve igračke karijere na sveučilištu, njegova momčad je ostvarila omjer pobjeda i poraza 98-36. Izabran je u All-Southeastern Conference petorku i SEC All-Defensive petorku.

## NBA karijera

### Houston Rockets
Izabran je kao 11. izbor NBA drafta 1992. od strane Houston Rocketsa, te je korišten na poziciji niskog krila. S njima je proveo četiri sezone i pomogao im da osvoje dva NBA naslova. 

### Phoenix Suns
19. kolovoza 1996., Horry je mijenjan u Sunse zajedno sa Samom Cassellom, Chuckyem Brownom i Markom Bryantom za Charlesa Barkleya. Imao je problema s trenerom gdje mu je jednom prilikom bacio ručnik u lice. Taj incident i dobivena suspenzija bili su glavni razlozi zamjene.

### Los Angeles Lakers
10. siječnja 1997., Horry je mijenjan u Lakerse za Cedrica Ceballosa. Uzeo je broj 5 jer je u Lakersima broj 25 bio umirovljen. Pomogao je Lakersima da osvoje tri NBA naslova zaredom (2000.,2001.,2002.) te se ponovno istaknuo kao čovjek odluke. U finalu Zapadne konferencije protiv Sacramenta, Horry je bio čovjek odluke u 4. utakmici. Nakon zaostatka od 24 poena na poluvremenu Lakersi su se uspjeli vratiti u utakmicu u četvrtoj četvrtini. Zadnjih 30-ak sekundi O'Neal i Bryant su pokušali položiti loptu za pobjedu, ali nisu uspjeli jer je Divac izbio loptu do Horrya koji hladnokrvno pogađa tricu sa zvukom sirene i donosi Lakersima važnu pobjedu 100:99. Lakersi su kasnije s lakoćom dobili Netse rezultatom serije 4-0. Slična situacija dogodila se i 5. ožujka 2003. godine protiv Pacersa, kada je Jermaine O'Neal izbio loptu do Horrya koji je pogodio pobjednički šut sa zvukom sirene. Tijekom doigravanja 2003. godine u lovu na četvrti naslov zaredom ispriječili su im se Spursi u finalu Zapada. U petoj utakmici Horry je propustio uputiti pobjednički šut. Tijekom serije imao je veoma loš postotak trica, gađao je 0-18, a Lakersi su tu seriju izgubili u šest utakmica.

### San Antonio Spurs
Tijekom sezone 2002./03., Horry je postao slobodan igrač i potpisao je za San Antonio Spurse. U doigravanju 2005. godine odigrao je važnu ulogu za Spurse, pogotovo u petoj utakmici NBA finala protiv Pistonsa, gdje je uputio zadnji šut za pobjedu svojih Spursa. Dobili su seriju i osvojili NBA naslov. Tijekom finala Zapada 2007. godine, Horry je bio isključen iz igre zbog prekršaja na Nashu. Dobio je kaznu neigranja u iduće dvije utakmice te serije, a Spursi su kasnije i osvojili svoj treći NBA naslov u pet godina. Iduće dvije sezone bio je kritiziran od strane medija zbog teških prekršaja na Nashu i Davidu Westu te je dobio nadimak "Cheap Shot Rob". Nakon sezone 2007./08., Horry je postao slobodan igrač te se umirovio 2009. godine. Tijekom svoje dugogodišnje karijere prosječno je postizao 7,2 poena, 4,8 skokova i 2,2 asistencije po utakmici.

## NBA statistika

### Regularni dio
| Godina    | Klub        | Odig. uta. | Uta. poč. | Min. | 2P%  | 3P%  | Sl. bac.% | Skok. | Asist. | Ukr. lop. | Blok. | Poena |
| --------- | ----------- | ---------- | --------- | ---- | ---- | ---- | --------- | ----- | ------ | --------- | ----- | ----- |
| 1992./93. | Houston     | 79         | 79        | 29,5 | ,474 | ,255 | ,715      | 5,0   | 2,4    | 1,0       | 1,0   | 10,1  |
| 1993./94. | Houston     | 81         | 81        | 29.3 | .459 | .324 | .732      | 5.4   | 2.9    | 1.5       | .9    | 9.9   |
| 1994./95. | Houston     | 64         | 61        | 32.4 | .447 | .379 | .761      | 5.1   | 3.4    | 1.5       | 1.2   | 10.2  |
| 1995./96. | Houston     | 71         | 71        | 37.1 | .410 | .366 | .776      | 5.8   | 4.0    | 1.6       | 1.5   | 12.0  |
| 1996./97. | Phoenix     | 32         | 15        | 22.5 | .421 | .308 | .640      | 3.7   | 1.7    | .9        | .8    | 6.9   |
| 1996./97. | L.A. Lakers | 22         | 14        | 30.7 | .455 | .329 | .700      | 5.4   | 2.5    | 1.7       | 1.3   | 9.2   |
| 1997./98. | L.A. Lakers | 72         | 71        | 30.4 | .476 | .204 | .692      | 7.5   | 2.3    | 1.6       | 1.3   | 7.4   |
| 1998./99. | L.A. Lakers | 38         | 5         | 19.6 | .459 | .444 | .739      | 4.0   | 1.5    | .9        | 1.0   | 4.9   |
| 1999./00. | L.A. Lakers | 76         | 0         | 22.2 | .438 | .309 | .788      | 4.8   | 1.6    | 1.1       | 1.0   | 5.7   |
| 2000./01. | L.A. Lakers | 79         | 1         | 20.1 | .387 | .346 | .711      | 3.7   | 1.6    | .7        | .7    | 5.2   |
| 2001./02. | L.A. Lakers | 81         | 23        | 26.4 | .398 | .374 | .783      | 5.9   | 2.9    | .9        | 1.1   | 6.8   |
| 2002./03. | L.A. Lakers | 80         | 26        | 29.3 | .387 | .288 | .769      | 6.4   | 2.9    | 1.2       | .8    | 6.5   |
| 2003./04. | San Antonio | 81         | 1         | 15.9 | .405 | .380 | .645      | 3.4   | 1.2    | .6        | .6    | 4.8   |
| 2004./05. | San Antonio | 75         | 16        | 18.6 | .419 | .370 | .789      | 3.6   | 1.1    | .9        | .8    | 6.0   |
| 2005./06. | San Antonio | 63         | 3         | 18.8 | .384 | .368 | .647      | 3.8   | 1.3    | .7        | .8    | 5.1   |
| 2006./07. | San Antonio | 68         | 8         | 16.5 | .359 | .336 | .594      | 3.4   | 1.1    | .7        | .6    | 3.9   |
| 2007./08. | San Antonio | 45         | 5         | 13.0 | .319 | .257 | .643      | 2.4   | 1.0    | .5        | .4    | 2.5   |
| Ukupno    |             | 1107       | 480       | 24.5 | .425 | .341 | .726      | 4.8   | 2.1    | 1.0       | .9    | 7.0   |

### Doigravanje
| Godina    | Klub        | Odig. uta. | Uta. poč. | Min. | 2P%  | 3P%  | Sl. bac.% | Skok. | Asist. | Ukr. lop. | Blok. | Poena |
| --------- | ----------- | ---------- | --------- | ---- | ---- | ---- | --------- | ----- | ------ | --------- | ----- | ----- |
| 1992./93. | Houston     | 12         | 12        | 31.2 | .465 | .300 | .741      | 5.2   | 3.2    | 1.5       | 1.3   | 10.3  |
| 1993./94. | Houston     | 23         | 23        | 33.8 | .434 | .382 | .765      | 6.1   | 3.6    | 1.5       | .9    | 11.7  |
| 1994./95. | Houston     | 22         | 22        | 38.2 | .445 | .400 | .744      | 7.0   | 3.5    | 1.5       | 1.2   | 13.1  |
| 1995./96. | Houston     | 8          | 8         | 38.5 | .407 | .396 | .435      | 7.1   | 3.0    | 2.6       | 1.6   | 13.1  |
| 1996./97. | L.A. Lakers | 9          | 9         | 31.0 | .447 | .429 | .778      | 5.3   | 1.4    | 1.1       | .8    | 6.7   |
| 1997./98. | L.A. Lakers | 13         | 13        | 32.5 | .557 | .353 | .683      | 6.5   | 3.1    | 1.1       | 1.1   | 8.6   |
| 1998./99. | L.A. Lakers | 8          | 0         | 22.1 | .462 | .417 | .786      | 4.5   | 1.4    | .8        | .8    | 5.0   |
| 1999./00. | L.A. Lakers | 23         | 0         | 26.9 | .407 | .288 | .702      | 5.3   | 2.5    | .9        | .8    | 7.6   |
| 2000./01. | L.A. Lakers | 16         | 0         | 23.9 | .368 | .362 | .591      | 5.2   | 1.9    | 1.4       | 1.0   | 5.9   |
| 2001./02. | L.A. Lakers | 19         | 14        | 37.0 | .449 | .387 | .789      | 8.1   | 3.2    | 1.7       | .8    | 9.3   |
| 2002./03. | L.A. Lakers | 12         | 10        | 31.1 | .319 | .053 | .556      | 6.7   | 3.1    | 1.2       | 1.0   | 5.6   |
| 2003./04. | San Antonio | 10         | 0         | 21.1 | .465 | .364 | .929      | 6.3   | .9     | .8        | .2    | 6.1   |
| 2004./05. | San Antonio | 23         | 0         | 26.9 | .448 | .447 | .732      | 5.4   | 2.0    | .9        | .9    | 9.3   |
| 2005./06. | San Antonio | 13         | 5         | 17.2 | .405 | .353 | .731      | 3.7   | .8     | .4        | .7    | 4.2   |
| 2006./07. | San Antonio | 18         | 0         | 20.1 | .417 | .351 | .824      | 3.9   | 1.6    | .6        | 1.3   | 4.3   |
| 2007./08. | San Antonio | 15         | 0         | 10.3 | .194 | .227 | .667      | 2.1   | .5     | .3        | .3    | 1.5   |
| Ukupno    |             | 244        | 116       | 28.0 | .426 | .359 | .722      | 5.6   | 2.4    | 1.1       | .9    | 7.9   |

## Vanjske poveznice
- Službena stranica  Arhivirana inačica izvorne stranice od 27. srpnja 2008. (Wayback Machine)
- Profil na NBA.com
- Profil  Arhivirana inačica izvorne stranice od 12. svibnja 2013. (Wayback Machine) na Basketball-Reference.com